# Margem passiva

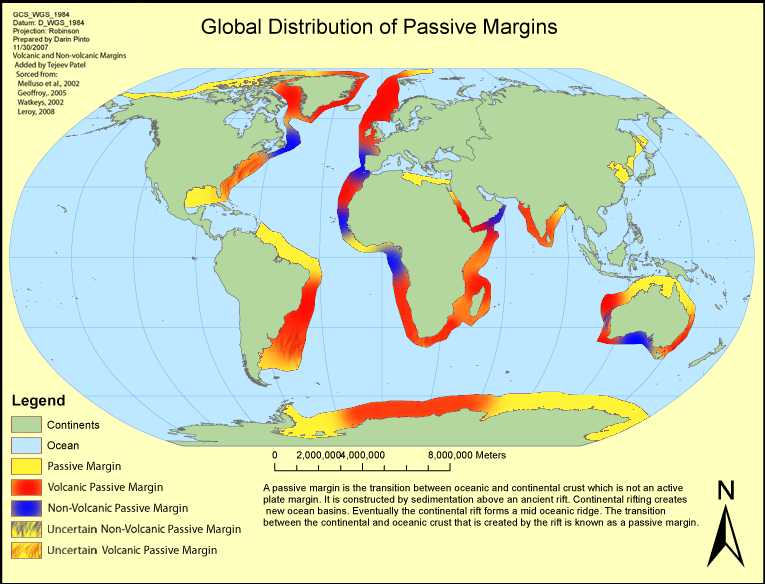
Mapa mostrando a distribuição das margens passivas da Terra.

As margens passivas são margens continentais que não coincidem com um limite de placas tectónicas, pelo que não apresentam grande actividade sísmica ou vulcânica.
Por oposição, as margens activas são aquelas que coincidem com limites tectónicos, pelo que a actividade sísmica e vulcânica pode ser bastante expressiva.